# Lương Sơn, Bảo Yên
Lương Sơn là một xã thuộc huyện Bảo Yên, tỉnh Lào Cai, Việt Nam.
Xã Lương Sơn có diện tích 38,06 km², dân số năm 1999 là 2.608 người, mật độ dân số đạt 69 người/km².